# Ambrose Dery
Ambrose Dery (né le 23 août 1956) est un avocat, homme politique ghanéen et député de la circonscription de Nandom,,. Remportant la circonscription lors des élections de 2016 sur la liste du Nouveau Parti Patriotique, il a été ministre de l’Intérieur du Ghana de 2017 à février 2024.

## Éducation et carrière
Ambrose Dery a fait ses études secondaires à l'école secondaire de Navrongo. Il est entré à l'Université du Ghana en 1997 et a ensuite obtenu un Bachelor de droit. Il a été admis au Barreau en 1982. En tant que juriste, il a cofondé une chambre juridique à Bolgatanga avec feu Laary Bimi. Il est ensuite devenu fondateur, directeur et directeur général de Dery & Co, un cabinet d'avocats basé à Accra.

### Carrière politique
Avant d’entrer au Parlement en 2008, Ambrose Dery a été nommé procureur général adjoint en 2003. Il a également occupé deux postes ministériels, à savoir celui de ministre régional pour la région du Haut-Ouest de 2004 à 2006 et de ministre d'État au ministère de la Justice de 2005 à 2007. Il a remporté le siège parlementaire de Nandom, puis la circonscription de Lawra-Nandom en 2008, mais a perdu le siège face à Benjamin Kumbuor aux élections de 2012 . Au Parlement, il était chef adjoint de la minorité. Il a également été président de la Water Aid Partner Round Table, une association d'ONG locales financée par Water Aid pendant dix ans (1993-2003). Sur la liste présentée au Parlement pour approbation le 21 janvier 2021, Ambrose Dery a été nommé par le président du Ghana, Nana Akufo-Addo, pour conserver son poste de ministre de l'Intérieur et a ensuite été démis de ses fonctions le 14 février 2024 avant la fin de son mandat.

## Vie personnelle
Ambroise Dery est catholique, marié et père d'un enfant.

## Comités
Il était membre des Affaires constitutionnelles, juridiques et parlementaires et également membre du Comité de sélection.